# Бруски (Бразилия)
Бруски (порт. Brusque)  —  муниципалитет в Бразилии, входит в штат Санта-Катарина. Составная часть мезорегиона Вали-ду-Итажаи. Входит в экономико-статистический  микрорегион Блуменау. Население составляет 94 962 человека на 2007 год. Занимает площадь 283,445 км². Плотность населения — 335,0 чел./км².

## История
Город основан 4 августа 1860 года.

## Статистика
- Валовой внутренний продукт на 2004 составляет 1.317.644.000,00 реалов (данные: Бразильский институт географии и статистики).
- Валовой внутренний продукт на душу населения на 2004 составляет 15.462,00 реалов (данные: Бразильский институт географии и статистики).
- Индекс развития человеческого потенциала на 2000 составляет 0,842 (данные: Программа развития ООН).